# 黄天骥
黄天骥（1935年—），男，广东新会人，中国古典文学研究家，现为中山大学中国语言文学系教授、博士生导师。长期从事古代文学教学和科研工作，主攻戏曲和诗词。

## 生平
黄天骥于1952年考入中山大学中文系，于1956年毕业后留校至今。他1960年担任讲师，1981年任副教授，1983年任教授。1985年被国务院人事部定为博士生导师。

## 社会兼职
曾任国务院学位委员会学科评议组成员，国家古籍整理出版规划小组成员，全国高校古籍整理研究委员会会员，中国戏曲学会副会长，广东省学位委员会委员，广东省文史馆名誉馆员。

## 学术贡献
主持了国家社会科学基金重点项目、国家古籍整理出版十一五规划项目、全国高校古籍整理重点项目、教育部985二项工程项目、广东省高校人文社会科学重点研究基地重大项目等多项科研项目，出版发表了十余部学术专著和几十篇学术论文。

## 奖项和荣誉

### 奖项
《纳兰性德和他的词》1985年获广东省社科优秀成果二等奖。参与编选的《中国戏曲选》1987年获高教部教材一等奖。参与编写的《全元戏曲》2001年获国家古籍整理规划小组全国古籍整理一等奖，2002获教育部人文社科优秀成果一等奖。主编《中国文学史》（宋元卷）2000年获得国家图书一等奖，2001年获北京市第三届人文社会科学优秀成果特等奖。

### 荣誉
1986年被国务院人事部评为“有突出贡献的中青年专家”。2004年被授予“全国模范教师”称号。2005年获广东社科特别学术成就奖。2006年入选第二届“国家级教学名师奖”的100位高校教师名单。

## 主要作品
- 《元杂剧选》（与王季思等合作，北京出版社，1981年）
- 《冷暖集》（花城出版社，1982年）
- 《纳兰性德和他的词》（广东人民出版社，1983年）
- 《李笠翁喜剧选》（与王季思等合作，岳麓书社，1986年）
- 《中国戏曲选》（与王季思等合作，人民文学出版社，1989年）
- 《元明散曲精华》（与罗锡诗合作，人民文学出版社，1994年）
- 《深浅集》（广东高等教育出版社，1995年）
- 《元明清散曲精选》（与康保成合作，江苏古籍出版社，1996年）
- 《元明词三百首》（与李恒义合作，岳麓书社，1997年）
- 《俯仰集》（广东教育出版社，1999年）
- 《中国文学史》（宋元卷分卷主编，高等教育出版社，1999年）
- 《全元戏曲》（参编，人民文学出版社，1999年）
- 《黄天骥自选集》（广东高等教育出版社，2003年8月；广东人民出版社，2007年3月）
- 《诗词创作发凡》（广东人民出版社，2003年8月）